# Kamienica przy ulicy 3 Maja 23 w Katowicach
Kamienica przy ulicy 3 Maja 23 w Katowicach – kamienica mieszkalno-handlowa w Katowicach, położona przy ulicy 3 Maja 23, w dzielnicy Śródmieście. Wzniesiono ją około 1890 roku, a w latach 1923–1925 przebudowano. Ma ona cechy stylu modernistycznego z elementami historyzmu. 

## Historia

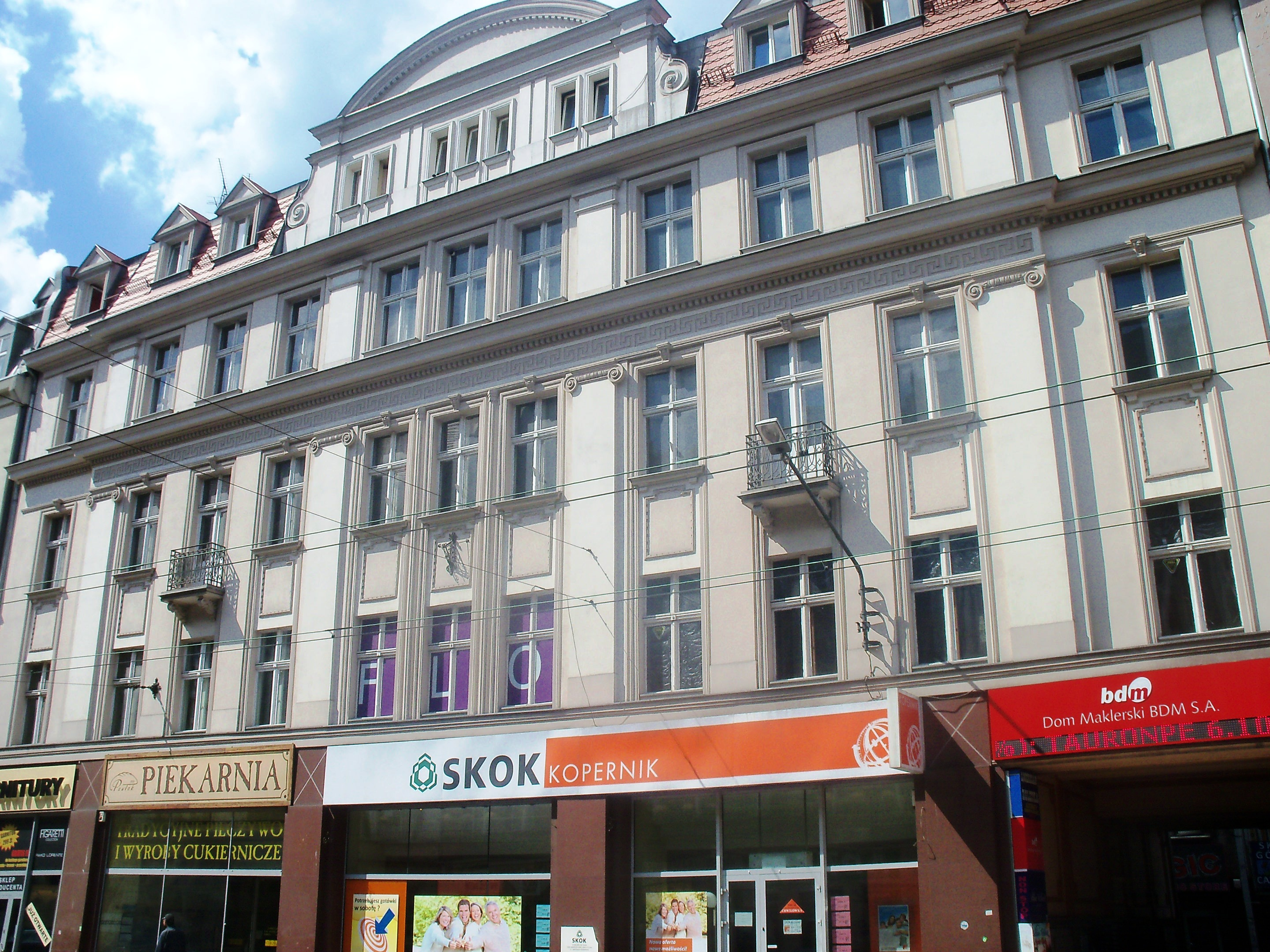
Fragment kamienicy w 2011 roku

Kamienica została wzniesiona około 1890 roku. W 1923 roku została ona nadbudowana, a prace te obejmowały przebudowę i nadbudowę trzeciego piętra oraz poddasza. W 1925 roku została wzniesiona oficyna budynku. Projekt przebudowy z lat 1923–1925 opracowało Towarzystwo Inżynieryjno-Budowlane.
W 1935 roku właścicielem kamienicy była Włoska Spółka Akcyjna. Budynek ten był wówczas siedzibą wielu różnego typu przedsiębiorstw i instytucji. Swoją siedzibę bądź placówkę miały następujące z nich: Polska Agencja Telegraficzna, wytwórnia soków „Emko”, dom sanitarny „Eskulap”, Śląska Centrala Sportowa „Centrosport”, Singer Sewing Machine Company, spółka akcyjna przemysłu drzewnego „Silarbor”, skład konsygnacyjny E. Wedel i Syn, hurtownia szkła J. Edelista, Towarzystwo Ubezpieczeniowe Assicurazioni Generali Trieste (jej symbole w formie dwóch płaskorzeźb przedstawiających herby oraz lwa zachowały się w bramie wjazdowej do kamienicy), hurtownia herbaty Anglo-Polish Comp., przedsiębiorstwo budowlane „Reform”, katowickie biuro pośrednictwa „Hipoteka” czy dostawca artykułów piśmiennych „Papier”. Kamienicę tę zamieszkiwali także m.in.: rzecznik patentowy Hermann Solal i dziennikarz Aleksander Choczner.
W latach międzywojennych w kamienicy swoją siedzibę miały dwa konsulaty: francuski i włoski. Konsulat francuski na terenie Katowic działał w latach 1929–1939, a znajdował się on na pierwszym piętrze kamienicy. Konsulat włoski w Katowicach funkcjonował w latach 1926–1939, z czego w kamienicy przy ulicy 3 Maja 23 od 15 grudnia 1936 roku, kiedy to konsulem został Silvio Delich.
Na początku II wojny światowej, 2 września 1939 roku z kamienicy wyprowadzili się pracownicy konsulatu francuskiego, którzy ewakuowali się z Katowic wraz z pracownikami brytyjskiego konsulatu i brytyjską reporterką Clare Hollingworth. Z balkonu kamienicy 4 września 1939 roku zostało wykonane zdjęcie polskich obrońców Katowic na czele z Nikodemem Rencem, prowadzonych wzdłuż ulicy 3 Maja przez Niemców na rozstrzelanie. Wydarzenie to było częścią wydarzeń opisywanych jako „krwawy poniedziałek”.
Konsulat włoski po zajęciu Katowic przez wojska III Rzeszy nie przerwał początkowo działalności. Konsulem był wówczas Gino Busi, który w czasie II wojny światowej prowadził także potajemną działalność. Udzielił on 4 września 1939 roku w swoim konsulacie tymczasowego schronienia polskim żołnierzom i członkom samoobrony, zaopatrując ich w cywilne ubrania, które miały im pomóc w opuszczeniu kontrowanego przez Niemców miasta. Donosił on też swoim przełożonym o niemieckim terrorze i represjach.
W 2006 roku kamienica przeszła remont elewacji. Prace te wykonała spółka Konior, a projekt renowacji kamienicy opracowała w tym samym roku Agnieszka Kruczek. W 2020 roku w oficynie kamienicy powstał mural prezentujący panoramę Górnego Śląska ze złotym sercem pośrodku symbolizującym „czarne złoto”, jakim jest węgiel kamienny. Autorem dzieła był Łukasz Zasadni. 
W systemie REGON pod koniec lipca 2023 roku były zarejestrowane 32 aktywne podmioty gospodarcze z siedzibą przy ulicy 3 Maja 23, w tym m.in.: dom maklerski, studio tańca, kancelaria radcy prawnego, pracownia grawerska, zakład szewski, sklep sportowy, instytut szkoleniowy, pub, sklep spożywczy, salon fryzjerski czy restauracja.

## Charakterystyka

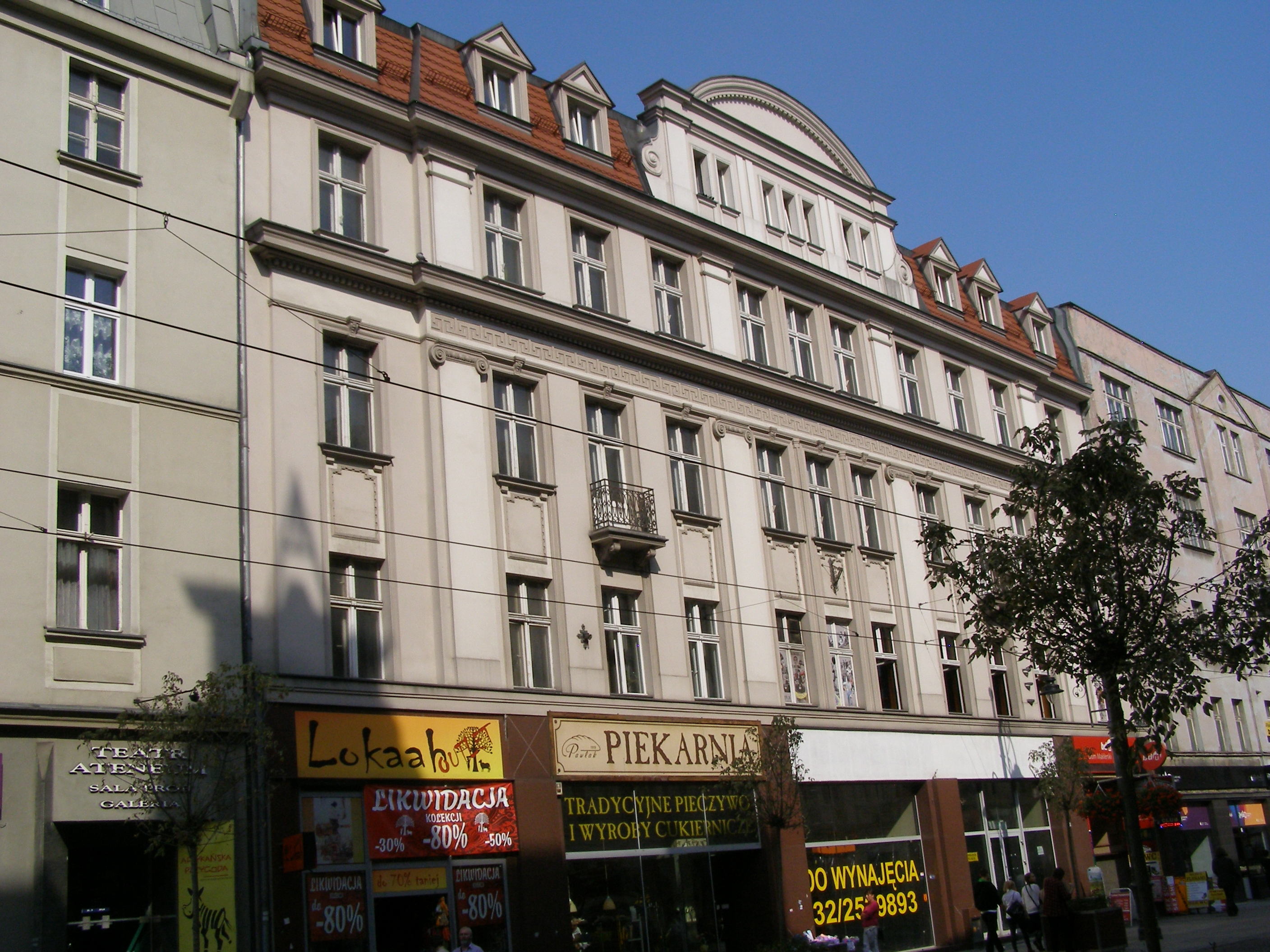
Kamienica od strony południowo-zachodniej (2014)

Kamienica mieszkalno-handlowa położona jest przy ulicy 3 Maja 23 w Katowicach, na obszarze dzielnicy Śródmieście, w pierzei zwartej zabudowy ulicy. Jest to budynek murowany z cegły, z tynkowaną elewacją, wzniesiony na planie prostokąta, z boczną lewą oficyną, zwieńczony dachem mansardowym z facjatą na osi i lukarnami. Powierzchnia użytkowa budynku wynosi 1 720 m², a powierzchnia zabudowy 533 m². Liczy 4 kondygnacje nadzieme i 1 podziemną.
Kamienica architektonicznie prezentuje styl modernistyczny z elementami historyzmu. Fasada na poziomie parteru jest pięcioosiowa i wtórnie przebudowana, a powyżej jedenastoosiowa i symetryczna. Kondygnacje druga i trzecia są rozczłonkowane pilastrami jońskimi w wielkim porządku, a czwarta kondygnacja pilastrami zbliżonymi do toskańskich. Facjata jest rozczłonkowana lizenami, a zwieńczona została naczółkiem o łuku odcinkowym.
Okna są prostokątne i objęte w tynkowanych opaskach. Pomiędzy oknami drugiej a trzeciej kondygnacji znajduje się płycinowe dekoracje, a na dwóch bocznych osiach trzeciej kondygnacji balkony z oryginalnymi balustradami. Stolarka okienna jest czterokwaterowa ze ślemieniem. Oryginalne schody na klatce schodowej są dwubiegowe z metalową ozdobną balustradą i z lastrykowymi podestami z dekoracją mozaikową.
Brama przejazdowa jest zakończona pięcioprzęsłowym sufitem o dekoracji stiukowej pseudokasetonowej. W przęśle środkowym, po lewej stronie umieszczono płycinę z płaskorzeźbionym przedstawieniem uskrzydlonego lwa z otwartą księgą, będącym symbolem św. Marka Ewangelisty, a po prawej płycina z herbem Katowic z datą 1865 i herbem z lilijką.
Kamienica wpisana jest do gminnej ewidencji zabytków miasta Katowice.
| - Płycina z przedstawieniem uskrzydlonego lwa z otwartą księgą - Płycina z przedstawieniem herbu Katowic z datą 1865 i herbem z lilijką |